# 417-я стрелковая дивизия
417-я стрелковая дивизия — воинское соединение Вооружённых Сил СССР в Великой Отечественной войне.

## Полное название
417-я стрелковая Сивашская Краснознамённая, ордена Суворова дивизия.

## История формирования и боевой путь
417-я стрелковая дивизия начала формироваться в годы войны в Тбилиси, в соответствии с директивой НКО СССР № ОРГ/2/577 и приказа ЗАКИЗО № 0079/а от 22 февраля 1942 года. Дивизия прошла боевой путь от столицы Грузии до Либавы, участвуя в освобождении Кубани, Крыма, Украины, Прибалтиики.
В состав фронта под командованием генерала армии И. И. Масленникова на 1 февраля 1943 года входили 4 общевойсковые армии — 9-я, 37-я, 44-я, 58-я и 4-я воздушная армия.
В соответствии с директивой ставки, командующий Северокавказским фронтом разработал план наступательной операции, по которому главный удар наносился на правом крыле фронта 58-й и 9-й армиями с рубежа Бриньковская, Брюховецкая в общем направлении на Славянскую и Варениковскую.
Для того чтобы выйти в исходное положение для наступления, отдельным соединениям 58-й армии необходимо было совершить 75—120-километровый марш в трудных условиях бездорожья и распутицы. Между тем командование Северо-Кавказского фронта торопилось с наступлением и начало его 9 февраля, не ожидая полного сосредоточения войск в исходных районах. Артиллерия усиления и даже часть войсковой артиллерии отстала на 80—100 км. В результате этого 58-я и 9-я армии, наносившие главный удар, в течение двух дней не смогли прорвать вражескую оборону".
Перед войсками Северо-Кавказского фронта оборонялась 17-я немецкая армия в составе двадцати одной дивизии (семнадцать пехотных, одна танковая, одна моторизованная и две кавалерийские). Обладая достаточным количеством автотранспорта и имея в своём тылу много хороших дорог, войска противника не испытывали затруднений со снабжением, которое осуществлялось подвозом из Крыма.
Германские и румынские войска отступили на юго-запад.
Преодолевая бездорожье, противника преследовали части 417-й стрелковой дивизии.
417-я стрелковая дивизия в составе 58-й Армии Северо-Кавказского фронта освобождала города Моздок, Железноводск, Тихорецк, Ейск, станицы Ленинградскую, Павловскую, Брюховецкую, хутор Горно-Весёлый, вела бои по прорыву Голубой Линии, сражалась со врагом на Украине — в Донбассе и Крыму, воевала у Днепра. В составе 63-го стрелкового корпуса в Прибалтике, принимала участие в ликвидации Курляндской группировки вермахта.
После окончания Великой Отечественной войны дивизия была переведена в Уральский военный округ и дислоцирована в городе Чебаркуль (Челябинская область). 29 мая 1946 года она была сокращена в 45-ю отдельную стрелковую бригаду. 30 октября 1953 года 417-я стрелковая дивизия была возрождена на базе этой бригады, но уже 4 марта 1955 года она была переименована в 78-ю стрелковую дивизию (с 4.06.1957 — 78-я мотострелковая дивизия, с 20.09.1960 — 78-я учебная мотострелковая дивизия).

## Награды дивизии
- 24 апреля 1944 года — Почётное наименование «Сивашская» — присвоено приказом Верховного Главнокомандующего № 0102 от 24 апреля 1944 года за отличие в боях при форсировании Сиваша и овладение городом и железнодорожным узлом Джанкой.
- 24 мая 1944 года —  Орден Красного Знамени — награждена указом Президиума Верховного Совета СССР от 24 мая 1944 года за образцовое выполнение заданий командования в боях за освобождение города Севастополя и проявленные при этом доблесть и мужество.[2]
- 9 августа 1944 года —  Орден Суворова II степени — награждена указом Президиума Верховного Совета СССР от 9 августа 1944 года за образцовое выполнение заданий командования в боях с немецкими захватчиками, за овладение городом Паневежис (Поневеж) и проявленные при этом доблесть и мужество.[3]

Награды частей дивизии:
- 1369-й стрелковый Шавлинский[4] полк
- 1372-й стрелковый Краснознамённый[5] полк
- 1376 стрелковый Поневежский[6] полк
- 351-й отдельный сапёрный ордена Красной Звезды[5] батальон

## Состав
| - 1369-й стрелковый полк - 1372-й стрелковый полк - 1376-й стрелковый полк - 1055-й артиллерийский полк - 445-й отдельный истребительно-противотанковый дивизион - 223-й отдельная разведывательная рота - 351-й отдельній сапёрный батальон - 922-й отдельный батальон связи (513 отдельная рота связи) - 520-й отдельній медико-санитарный батальон - 224-я отдельная рота химической защиты - 570-я автотранспортная рота - 481-я полевая хлебопекарня - 585-й дивизионный ветеринарный лазарет - 1867-я полевая почтовая станция - 1186-я полевая касса Государственного банка | - управление - 350-й танковый полк; - 215-й мотострелковый полк; - 225-й мотострелковый полк; - 230-й Паневежский мотострелковый полк; - 1055-й артиллерийский полк; - зенитный артиллерийский полк; - 1380-й отдельный разведывательный батальон; - 142-й отдельный ремонтно-восстановительный батальон; - 312-й отдельный инженерно-сапёрный батальон; - 608-й отдельный батальон связи; - 220-й медицинский батальон; - отдельный автомобильный батальон. |

## Подчинение
- на 01.04.1942 г. — Закавказский ВО — окружное подчинение
- на 01.05.1942 г. — Закавказский ВО — окружное подчинение
- на 01.06.1942 г. — Закавказский фронт — фронтовое подчинение
- на 01.07.1942 г. — Закавказский фронт — фронтовое подчинение
- на 01.08.1942 г. — Закавказский фронт — фронтовое подчинение
- на 01.09.1942 г. — Закавказский фронт — Северная группа войск — подчинена непосредственно командованию Северной группы войск
- на 01.10.1942 г. — Закавказский фронт — Северная группа войск — 9 А
- на 01.11.1942 г. — Закавказский фронт — Северная группа войск — 9 А
- на 01.12.1942 г. — Закавказский фронт — Северная группа войск — 44 А
- на 01.01.1943 г. — Закавказский фронт — Северная группа войск — 58 А
- на 01.02.1943 г. — Северо-Кавказский фронт — 58 А
- на 01.03.1943 г. — Северо-Кавказский фронт — 58 А
- на 01.04.1943 г. — Северо-Кавказский фронт — 58 А
- на 01.05.1943 г. — Северо-Кавказский фронт — 58 А
- на 01.06.1943 г. — Северо-Кавказский фронт — 37 А
- на 01.07.1943 г. — Северо-Кавказский фронт — 37 А
- на 01.08.1943 г. — Северо-Кавказский фронт — фронтовое подчинение
- на 01.09.1943 г. — Южный фронт — фронтовое подчинение
- на 01.10.1943 г. — Южный фронт — 44 А — 63 СК
- на 01.11.1943 г. — Южный фронт — 44 А — 63 СК
- на 01.12.1943 г. — 4 Укр. фронт — фронтовое подчинение — 67 СК
- на 01.01.1944 г. — ?
- на 01.02.1944 г. — Резерв ставки ВГК — 69 А — 63 СК
- на 01.03.1944 г. — 4 Укр. фронт — 51 А — 63 СК
- на 01.04.1944 г. — 4 Укр. фронт — 51 А — 63 СК
- на 01.05.1944 г. — 4 Укр. фронт — 51 А — 63 СК
- на 01.06.1944 г. — Резерв ставки ВГК — 51 А — 63 СК
- на 01.07.1944 г. — 1 Прибалтийский фронт — 51 А — 63 СК
- на 01.08.1944 г. — 1 Прибалтийский фронт — 51 А — 63 СК
- на 01.09.1944 г. — 1 Прибалтийский фронт — 51 А — 63 СК
- на 01.10.1944 г. — 1 Прибалтийский фронт — 51 А — 63 СК
- на 01.11.1944 г. — 1 Прибалтийский фронт — 51 А — 63 СК
- на 01.12.1944 г. — 1 Прибалтийский фронт — 51 А — 63 СК
- на 01.01.1945 г. — 1 Прибалтийский фронт — 51 А — 63 СК
- на 01.02.1945 г. — 1 Прибалтийский фронт — 51 А — 63 СК
- на 01.03.1945 г. — 2 Прибалтийский фронт — 51 А — 63 СК
- на 01.04.1945 г. — Ленинградский фронт — Курляндская группа войск — 51 А — 63 СК
- на 01.05.1945 г. — Ленинградский фронт — Курляндская группа войск — 51 А — 63 СК

## Командиры
- Филатов, Александр Алексеевич (15.05.1942 — 22.07.1942), генерал-майор;
- Сторожилов, Семён Павлович (23.07.1942 — 19.09.1942), полковник;
- Ляскин, Григорий Осипович (20.09.1942 — 25.09.1942), полковник;
- Шевченко, Иван Афанасьевич (26.09.1942 — 02.02.1943), полковник;
- Васильев, Николай Сергеевич (03.02.1943 — 04.05.1943), полковник;
- Скородумов, Евгений Николаевич (07.05.1943 — 22.05.1943), полковник;
- Бобраков, Фёдор Михайлович (23.05.1943 — 03.12.1946), полковник, генерал-майор;[8]

- Исаков, Георгий Павлович (12.1949 — 11.1957), генерал-майор;

###### Начальники штаба
- Котик, Борис Львович (до ноября 1944 года), гвардии подполковник.

## Отличившиеся воины
- Авалиани, Лаврентий Иванович, сержант, командир отделения 1372-го стрелкового полка.
- Баранов, Николай Васильевич, подполковник, командир 1372-го стрелкового полка.
- Бабажанов, Дадаш Бабажанович, красноармеец, командир отделения роты автоматчиков 1369-го стрелкового полка.
- Галь, Алексей Трофимович, красноармеец, стрелок 1372-го стрелкового полка.
- Громаков, Василий Фёдорович, младший лейтенант, командир пулемётного взвода 1372-го стрелкового полка.
- Дзигунский, Михаил Яковлевич, лейтенант, командир взвода 1372-го стрелкового полка.
- Елагин, Сергей Иванович, младший сержант, командир отделения 1376-го стрелкового полка.
- Заболотский, Анатолий Иванович, лейтенант, командир стрелковой роты 1369-го стрелкового полка.
- Ивашкевич, Григорий Мефодьевич, красноармеец, стрелок 1376-го стрелкового полка.
- Карась, Савва Леонтьевич, майор, заместитель командира 1369-го стрелкового полка по строевой части.
- Каширин, Алексей Иванович, младший сержант, командир отделения 1372-го стрелкового полка.
- Лев, Ефим Борисович, подполковник[9]
- Ляпота, Степан Константинович, лейтенант, командир роты 1369-го стрелкового полка.
- Миронов, Валентин Акимович, младший лейтенант, командир пулемётного взвода 1376-го стрелкового полка.
- Муха, Григорий Никифорович, капитан, командир роты 1369-го стрелкового полка.
- Павлов, Антон Гаврилович, младший лейтенант, командир взвода 1372-го стрелкового полка.
- Сарибекян, Ишхан Барсегович, старший сержант, командир пулемётного расчёта 1369-го стрелкового полка.